# Primærrute 17
Primærrute 17 (även kallad Frederikssundmotorvejen) är en 9 km lång väg (primærrute) i Danmark. Den börjar vid E47 i Köpenhamn och går till Smørum. En betydande förlängning (som inkluderas på kartan till höger) planeras till Frederiksund. Vägen trafikeras av drygt 20 000 fordon per dygn.

## Trafikplatser
|  | Nr | Namn     | Skyltning                 |
|  | -- | -------- | ------------------------- |
|  |    | Rødovre  | E 47 Helsingør, København |
|  | 1  |          | O3 Ejby                   |
|  |    | Ballerup | O4 Ishøj, Ballerup        |
|  | 2  |          | Smørum                    |
|  | 3  |          | Tværvej                   |
|  | 5  |          | Gundsømagle (2032)        |
|  | 6  |          | Stenløse (2032)           |
|  | 7  |          | 6 Ølstykke (2032)         |
|  | 8  |          | Rørbæk (2032)             |
|  | 9  |          | 53 Frederikssund S (2032) |